# Scicli
Scicli (sicilijanski: Scichili) je grad u Italiji, na otoku i administrativnoj regiji Sicilija, središte istoimene općine u pokrajini Ragusa. Scicli se nalazi na visoravni Val di Noto planine Iblea, 25 km od grada Ragusa (Italija) i 308 km od Palerma.
Barokno središte Sciclija je zajedno sa sedam drugih baroknih gradova visoravni Val di Noto, koji su obnovljeni nakon potresa 1693. godine, 2002. godine upisano na UNESCO-ov popis mjesta svjetske baštine u Europi kao primjer "vrhunca i završnog procvata baroka u Europi".
Danas se u općini Scicli uglavnom u staklenicima uzgaja rano voće (primizie) koje se izvozi širom Italije.

## Povijest
Naselje na ovom mjestu su osnovali Sikuli (skupina Italika) oko 2000. pr. Kr. i vjerojatno je prema njima dobio ime. Arapi su ga pretvorili u poljoprivredno i trgovačko središte koje su osvojili Normani 1091. godine. Scicli je bio jedno od središta sicilijanske večernje, pobune protiv Anžuvinaca 1282. godine. Koristeći pobunu protiv Anžuvinaca, kralj Pedro III. Aragonski je izvršio invaziju i postao kralj Sicilije. Scicli je pripadao Aragonskom kraljevstvu sve do ujedinjenja Italije u 19. stoljeću.
God. 1693. potres je gotovo uništio cijeli grad, a poslije ove katastrofe grad je obnovljen u baroknom planu. Građevine sicilijanskog baroka daju gradu elegantni izgled koji privlači mnogo turista.

## Znamenitosti
Od baroknih građevina najznamenitije su:
- Crkva sv. Mateja (San Matteo), na istoimenom brdu u Starom gradu, je bila župnom crkvom do 1874. godine.
- Nova Gospina crkva (Santa Maria la Nova), obnovljena u baroknom stilu ima neoklasicističko pročelje, a unutra se čuva drvena skulptura Madonna della Pietà, vjerojatno bizantskog podrijetla.
- Barokna Crkva sv. Ignacija posjeduje svetu sliku Madonna dei Milìci koja se nosi u svibanjskoj procesiji kojom se slavi ukazanje Gospe na bijelom konju s mačem 1091. godine, događaj koji je potaknuo Normane na osvajanje Sicilije.
- Crkva sv. Ivana Evanđeliste (San Giovanni Evangelista) ima konkavno-konveksno pročelje poput Borrominijeve crkve sv. Karla (San Carlino alle Quattro Fontane) u Rimu. Iznutra je eliptičnog oblika s eliptičnom kupolom, a štuko ukrasi i dekoracije su iz 19. stoljeća.
- Barokna slikovita Crkva sv. Bartolomeja San Bartolomeo (slika desno).
- Gradska vijećnica (Palazzo Spadaro), Palazzo Fava i Palazzo Beneventano su prepune baroknih ukrasa, osobito na portalima i balkonima.

- Crkva sv. Mateja
- Crkva sv. Ivana Evađelista
- Crkva sv. Bartolomeja
- Chiesa di S. Maria La Nova
- Ljetovalište Sampieri

## Vanjske poveznice
- Fotografije i informacije (tal.)
- Karta Sciclije  Arhivirana inačica izvorne stranice od 28. rujna 2007. (Wayback Machine) (tal.)

### Ostali projekti
|  | Zajednički poslužitelj ima još gradiva o temi Scicli |